# Bayerische BB I
Die BB I war eine Gelenklokomotive Bauart Mallet der Königlich Bayerischen Staatsbahn.
Eine einzige Lok hätte von der Reichsbahn im vorläufigen Umzeichnungsplan die Betriebsnummer 55 7101 erhalten sollen, im endgültigen war sie aber schon nicht mehr enthalten, da sie 1924 ausgemustert wurde. Sie ist heute als Schnitt im Pfalzbahn-Museum (Deutsche Gesellschaft für Eisenbahngeschichte e.V. – DGEG Eisenbahnmuseum Neustadt/Weinstraße) zu sehen.

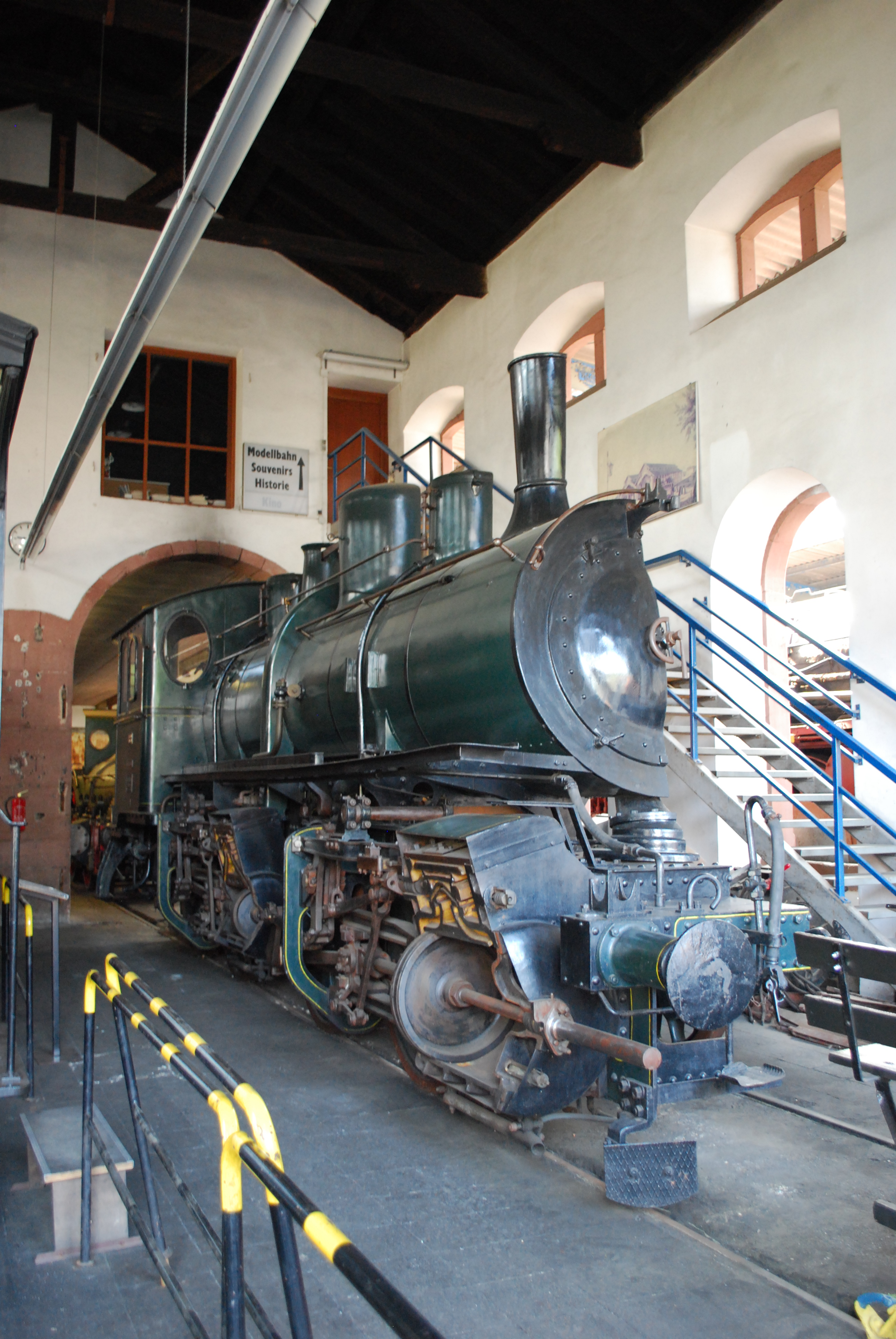
Schnitt im Pfalzbahn-Museum in Neustadt an der Weinstraße

Die Fahrzeuge waren mit einem Schlepptender der Bauart bay 3 T 13,8, später 2'2' T 18  ausgestattet.

## Pfälzische G4II
Baugleich war die Pfälzische G 4II, von der 1896 zwei Lokomotiven für die Pfalzbahn hergestellt wurden.